# Indy Lights 2014
De Indy Lights 2014 was het negenentwintigste kampioenschap van de Indy Lights. Het seizoen zal uit 14 races, drie oval ciruits, drie straatcircuits en acht wegraces bestaan.

## Teams en rijders
Alle teams rijden met een Dallara IPS-chassis en met een 3.5 L Infiniti V8-motor en dit jaar Cooper banden. Dit zal het laatste jaar zijn met dit chassis, Dallara zal een nieuw chassis voor het jaar 2015 introduceren.
| Team                                           | Nr | Rijders           | Sponsor(s)                                   | Races            |
| ---------------------------------------------- | -- | ----------------- | -------------------------------------------- | ---------------- |
| Andretti Autosport                             | 26 | Zach Veach        | Replay                                       | Alle             |
| Andretti Autosport                             | 83 | Matthew Brabham   | United Fiber & Data                          | Alle             |
| Belardi Auto Racing                            | 0  | Chase Austin      |                                              | 7                |
| Belardi Auto Racing                            | 4  | Alexandre Baron   | Liberty Engineering                          | 1-7, 9           |
| Belardi Auto Racing                            | 4  | Axcil Jefferies   |                                              | 10-11            |
| Belardi Auto Racing                            | 4  | Ryan Phinny       |                                              | 13-14            |
| Belardi Auto Racing                            | 5  | Gabby Chaves      | CO Colombia                                  | Alle             |
| Bryan Herta Autosport Jeffrey Mark Motorsports | 28 | Lloyd Read        | Mygale Racecars                              | 1-6              |
| Bryan Herta Autosport Jeffrey Mark Motorsports | 28 | Ryan Phinny       |                                              | 9-11             |
| Fan Force United                               | 24 | Scott Anderson    | Anderson Podiatry Center                     | Alle             |
| MDL Racing                                     | 56 | Matthew Di Leo    |                                              | 9                |
| Schmidt Peterson Motorsports                   | 7  | Luiz Razia        | Lucas Oil                                    | Alle             |
| Schmidt Peterson Motorsports                   | 10 | Juan Pablo García | International                                | Alle             |
| Schmidt Peterson Motorsports                   | 42 | Jack Harvey       | Racing Steps Foundation                      | Alle             |
| Schmidt Peterson Motorsports                   | 77 | Juan Piedrahita   | Petrosur                                     | Alle             |
| Team Moore Racing                              | 2  | Zack Meyer        | Xtreme Coil Drilling Corporation / Damis III | 1-7, 9-11, 13-14 |
| Team Moore Racing                              | 22 | Vittorio Ghirelli |                                              | 1-4              |
| Team Moore Racing                              | 22 | Jimmy Simpson     |                                              | 10-11            |

## Races
| Race | Datum       | Racenaam               | Circuit                                     | Locatie            |
| ---- | ----------- | ---------------------- | ------------------------------------------- | ------------------ |
| 1    | 30 maart    | St. Petersburg 100     | Stratencircuit Saint Petersburg             | St. Petersburg, FL |
| 2    | 13 april    | Long Beach 100         | Stratencircuit Long Beach                   | Long Beach, CA     |
| 3    | 26 april    | Legacy Indy Lights 100 | Barber Motorsports Park                     | Birmingham, AL     |
| 4    | 27 april    | Legacy Indy Lights 100 | Barber Motorsports Park                     | Birmingham, AL     |
| 5    | 9 mei       | Liberty Challenge      | Indianapolis Motor Speedway (binnencircuit) | Speedway, IN       |
| 6    | 10 mei      | Liberty Challenge      | Indianapolis Motor Speedway (binnencircuit) | Speedway, IN       |
| 7    | 23 mei      | Freedom 100            | Indianapolis Motor Speedway (oval)          | Speedway, IN       |
| 8    | 6 juli      | Pocono Indy Lights 100 | Pocono Raceway                              | Long Pond, PA      |
| 9    | 20 juli     | Grand Prix of Toronto  | Stratencircuit Toronto                      | Toronto, ON        |
| 10   | 2 augustus  | Grand Prix of Mid-Ohio | Mid-Ohio Sports Car Course                  | Lexington, OH      |
| 11   | 3 augustus  | Grand Prix of Mid-Ohio | Mid-Ohio Sports Car Course                  | Lexington, OH      |
| 12   | 17 augustus | Milwaukee Race         | Milwaukee Mile                              | West Allis, WI     |
| 13   | 23 augustus | n.n.b.                 | Sonoma Raceway                              | Sonoma, CA         |
| 14   | 24 augustus | n.n.b.                 | Sonoma Raceway                              | Sonoma, CA         |

## Uitslagen
| Pos | Rijder            | STP | LBH | ALA1 | ALA2 | IND1 | IND2 | INDY | POC | TOR | MOH1 | MOH2 | MIL | SNM1 | SNM2 | Punten |
| --- | ----------------- | --- | --- | ---- | ---- | ---- | ---- | ---- | --- | --- | ---- | ---- | --- | ---- | ---- | ------ |
| 1   | Gabby Chaves      | 21  | 1*  | 6    | 1*   | 11   | 8    | 1    | 1*  | 2   | 2    | 3    | 3   | 2    | 2    | 547    |
| 2   | Jack Harvey       | 3   | 4   | 3    | 5    | 3    | 2    | 5    | 3   | 3   | 1*   | 1*   | 5   | 1*   | 1*   | 547    |
| 3   | Zach Veach        | 1*  | 2   | 1*   | 3    | 9    | 7    | 3    | 2   | 5   | 4    | 2    | 1   | 7    | 3    | 520    |
| 4   | Matthew Brabham   | 9   | 3   | 4    | 12   | 1*   | 4    | 2*   | 5   | 4   | 5    | 12   | 2*  | 6    | 5    | 424    |
| 5   | Luiz Razia        | 5   | 5   | 2    | 4    | 2    | 1*   | 4    | 8   | 12  | 3    | 11   | 8   | 3    | 4    | 403    |
| 6   | Juan Pablo García | 7   | 8   | 7    | 6    | 6    | 6    | 6    | 4   | 8   | 10   | 6    | 7   | 4    | 9    | 372    |
| 7   | Juan Piedrahita   | 6   | 7   | 10   | 7    | 8    | 11   | 8    | 7   | 7   | 9    | 5    | 6   | 5    | 7    | 337    |
| 8   | Scott Anderson    | 12  | 9   | 12   | 10   | 7    | 5    | 9    | 6   | 9   | 8    | 9    | 4   | 8    | 10   | 309    |
| 9   | Zack Meyer        | 8   | 10  | 9    | 8    | 4    | 10   | 10   |     | 10  | 7    | 10   |     | 9    | 8    | 274    |
| 10  | Alexandre Baron   | 10  | 6   | 5    | 2    | 5    | 3    | 7    |     | 1*  |      |      |     |      |      | 261    |
| 11  | Lloyd Read        | 11  | 11  | 11   | 9    | 10   | 9    |      |     |     |      |      |     |      |      | 101    |
| 12  | Ryan Phinny       |     |     |      |      |      |      |      |     | 11  | 12   | 7    |     | 10   | 6    | 91     |
| 13  | Vittorio Ghirelli | 4   | 12  | 8    | 11   |      |      |      |     |     |      |      |     |      |      | 90     |
| 14  | Axcil Jefferies   |     |     |      |      |      |      |      |     |     | 6    | 4    |     |      |      | 60     |
| 13  | Jimmy Simpson     |     |     |      |      |      |      |      |     |     | 11   | 8    |     |      |      | 42     |
| 16  | Matthew Di Leo    |     |     |      |      |      |      |      |     | 6   |      |      |     |      |      | 28     |
| 17  | Chase Austin      |     |     |      |      |      |      | 11   |     |     |      |      |     |      |      | 1      |
| Pos | Rijder            | STP | LBH | ALA1 | ALA2 | IND1 | IND2 | INDY | POC | TOR | MOH1 | MOH2 | MIL | SNM1 | SNM2 | Punten |

| Kleur       | Resultaat                       |
| ----------- | ------------------------------- |
| Goud        | Winnaar                         |
| Zilver      | 2de plaats                      |
| Brons       | 3de plaats                      |
| Groen       | 4de en 5de plaats               |
| Lichtblauw  | 6de–10de plaats                 |
| Donkerblauw | Gefinisht (buiten de Top 10)    |
| Paars       | Niet gefinisht                  |
| Rood        | Niet gekwalificeerd (DNQ)       |
| Bruin       | Teruggetrokken (Wth)            |
| Zwart       | Gediskwalificeerd (DSQ)         |
| Wit         | Niet Gestart (DNS)              |
| Blank       | Nam geen deel aan de race (DNP) |
| Blank       | Niet geracet                    |

| Toegevoegde info    |                                                      |
| vet                 | Pole positie (1 punt)                                |
| cursief             | Snelste ronde                                        |
| *                   | Meeste ronden aan de leiding (2 punten)              |
| 1                   | Kwalificatie geannuleerd geen bonuspunten uitgedeeld |
| Rookie van het Jaar |                                                      |
| Rookie              |                                                      |

| Kleur       | Resultaat                       |
| ----------- | ------------------------------- |
| Goud        | Winnaar                         |
| Zilver      | 2de plaats                      |
| Brons       | 3de plaats                      |
| Groen       | 4de en 5de plaats               |
| Lichtblauw  | 6de–10de plaats                 |
| Donkerblauw | Gefinisht (buiten de Top 10)    |
| Paars       | Niet gefinisht                  |
| Rood        | Niet gekwalificeerd (DNQ)       |
| Bruin       | Teruggetrokken (Wth)            |
| Zwart       | Gediskwalificeerd (DSQ)         |
| Wit         | Niet Gestart (DNS)              |
| Blank       | Nam geen deel aan de race (DNP) |
| Blank       | Niet geracet                    |

| Toegevoegde info    |                                                      |
| vet                 | Pole positie (1 punt)                                |
| cursief             | Snelste ronde                                        |
| *                   | Meeste ronden aan de leiding (2 punten)              |
| 1                   | Kwalificatie geannuleerd geen bonuspunten uitgedeeld |
| Rookie van het Jaar |                                                      |
| Rookie              |                                                      |

| Positie | 1  | 2  | 3  | 4  | 5  | 6  | 7  | 8  | 9  | 10 | 11 | 12 | 13 | 14 | 15 | 16 | 17 | 18 | 19 | 20 | 21 | 22 | 23 | 24 | 25 | 26 | 27 | 28 | 29 | 30 | 31 | 32 | 33 |
| ------- | -- | -- | -- | -- | -- | -- | -- | -- | -- | -- | -- | -- | -- | -- | -- | -- | -- | -- | -- | -- | -- | -- | -- | -- | -- | -- | -- | -- | -- | -- | -- | -- | -- |
| Punten  | 50 | 40 | 35 | 32 | 30 | 28 | 26 | 24 | 22 | 20 | 19 | 18 | 17 | 16 | 15 | 14 | 13 | 12 | 12 | 12 | 12 | 12 | 12 | 12 | 10 | 10 | 10 | 10 | 10 | 10 | 10 | 10 | 10 |

- Volledige punten worden enkel uitgereikt wanneer de coureur meer dan 50% van de raceafstand heeft afgelegd, in andere gevallen kreeg de coureur één punt.

1986 ·
1987 ·
1988 ·
1989 ·
1990 ·
1991 ·
1992 ·
1993 ·
1994 ·
1995 ·
1996 ·
1997 · 
1998 ·
1999 ·
2000 ·
2001 ·
2002 ·
2003 ·
2004 ·
2005 ·
2006 ·
2007 ·
2008 ·
2009 ·
2010 ·
2011 ·
2012 ·
2013 ·
2014 ·
2015 ·
2016 ·
2017 ·
2018 ·
2019 ·
2020 ·
2021 ·
2022 ·
2023 ·
2024 ·
2025

Lijst van coureurs